# Ning Menghua
Ning Menghua (8 de noviembre de 1973) es una deportista china que compitió en piragüismo en la modalidad de aguas tranquilas. Ganó una medalla de bronce en el Campeonato Mundial de Piragüismo de 1991 en la prueba de K4 500 m.
Participó en dos Juegos Olímpicos de Verano en los años 1992 y 1996, su mejor actuación fue un quinto puesto logrado en Barcelona 1992 en la prueba de K4 500 m.

## Palmarés internacional
| Campeonato Mundial | Campeonato Mundial | Campeonato Mundial | Campeonato Mundial |
| Año                | Lugar              | Medalla            | Evento             |
| ------------------ | ------------------ | ------------------ | ------------------ |
| 1991               | París (Francia)    | Medalla de bronce  | K4 500 m           |